# Ctenotus brachyonyx
Ctenotus brachyonyx (короткопазуревий гребневухий сцинк) — вид сцинкоподібних ящірок родини сцинкових (Scincidae). Ендемік Австралії.

## Поширення і екологія
Короткопазуреві гребневухі сцинки мешкають на південному заході Квінсленда, на заході Нового Південного Уельсу та на північному заході Вікторії, а також в долині річки Муррей в Південної Австралії. Вони живуть в чагарникових заростях, на тріодієвих луках, а також в евкаліптових рідколіссях і акацієвих заростях.